# Olympische Sommerspiele 1920/Teilnehmer (Jugoslawien)
| Gelbes Symbol für Goldmedaillen mit stilisierten Olympischen Ringen | Graues Symbol für Silbermedaillen mit stilisierten Olympischen Ringen | Braundes Symbol für Bronzemedaillen mit stilisierten Olympischen Ringen |
| ------------------------------------------------------------------- | --------------------------------------------------------------------- | ----------------------------------------------------------------------- |
| —                                                                   | —                                                                     | —                                                                       |

Jugoslawien nahm an den Olympischen Sommerspielen 1920 in Antwerpen, Belgien, mit einer Delegation von 15 Sportlern (allesamt Männer) an einem Wettbewerb in einer Sportart (Fußball) teil. Es konnten keine Medaillen gewonnen werden. Jüngster Athlet war Branimir Porobić (19 Jahre und 236 Tage), ältester Athlet war Artur Dubravčić (25 Jahre und 347 Tage). Es war die erste Teilnahme an Olympischen Sommerspielen für das Land. 

## Teilnehmer nach Sportarten

### Fußball
Ergebnisse
- Rang acht
Achtelfinale: 0:7-Niederlage gegen die Tschechoslowakei
Trostrunde: 2:4-Niederlage gegen Ägypten
Tore: Artur Dubravčić, Jovan Ružić

Kader
- Slavin Cindrić
Artur Dubravčić
Ivan Granec
Andrija Kojić
Emil Perška
Branimir Porobić
Rudolf Rupec
Jovan Ružić
Nikola Simić
Stanko Tavčar 
Dragutin Vragović
Dragutin Vrđuka 
Jaroslav Šifer
Josip Šolc
Vjekoslav Župančić